# 赵光华 (1940年)
赵光华（1940年3月—），男，江苏如东人，中华人民共和国政治人物，曾任中华人民共和国海关总署副署长、党组成员，中国海关学会会长，第十届全国政协委员。